# حاسوب كيه
حاسوب كيه سمي استنادًا بالكلمة اليابانية «كيه» (京) والتي تعني 10 كدريليون (1016) هو حاسوب فائق صُنّع من قبل شركة فوجيتسو ويوجد حاليًا في معهد الأبحاث ريكن في كوبه في اليابان. حاسوب كيه يعمل على أساس الذاكرة الموزعة مع 80,000 عقدة. ويستخدم في العديد من التطبيقات في البحوث والوقاية من الكوارث والبحوث الطبية. يعمل الحاسوب بنظام تشغيل نواة لينكس. مع برامج تشغيل إضافية تهدف إلى الاستفادة من معدات الحاسوب.
في يونيو من العام 2011، صنفت توب 500 حاسوب كيه كأسرع حاسوب فائق.